# The Goddess Bunny
The Goddess Bunny é um filme independente estadunidense dirigido por Nick Bougas. Foi gravado em 1994, porém lançado em 1998. O filme foi distribuído pela Wavelength em formato VHS e NTSC. É estrelado pela drag queen The Goddess Bunny, John Aes-Nihil e Glen Meadmore.
É classificado como R (Restrito - Qualquer pessoa menor de 17 anos deve estar acompanhado por um dos pais ou responsável adulto) devido ao assunto e o conteúdo do filme.

## Enredo
O filme mostra uma viagem através do subterrâneo gay de Los Angeles, Califórnia. A cena de uma boate, onde personalidades gays, lésbicas e transgêneros estão presentes, é liderado pela anfitriã da noite: The Goddess Bunny, uma drag queen dançarina de sapateado.
Johnnie Baima (o verdadeiro nome de The Goddess Bunny), conta histórias de orgasmos e casos de amor.
Em entrevistas no filme, Baima é revelado como uma pessoa real, a ser descrito como alguém que superou muitos problemas e confusões. Ele fala das tão sofridas terapias horríveis que os médicos usaram para melhorar as sequelas da poliomielite, o assédio sexual que sofreu em lares adotivos e violação múltipla sofrida de criminosos perpetrada em uma van. Em si mesmo, o passeio mostra as memórias de Baima para demonstrar a luta contra a doença limitante e o desejo de alcançar um lugar no show business como cantora, dançarina, atriz e modelo.

## Produção
O filme contém alguns fragmentos feitos por John Aes-Nihil em seu papel como diretor, como alguns fitas que contem entrevistas de 1993 de The Goddess Bunny. Glen Meadmore (travesti, cantor country, ator) filmou a famosa cena em que ela é vista dançando com um guarda-chuva. Há uma cena com o local escondido no Barker Ranch, em Death Valley, onde os assassinos de Sharon Tate a apanharam em décadas atrás.

## Música
Um segmento tem uma animação com uma montagem de clipes de The Goddess Bunny, com canções antigas, uma delas de Sheena Easton.